# Carlo Rocco

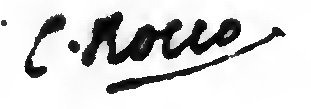
Firma di Carlo Rocco

(Citazione posta nell'intestazione delle opere di Carlo Rocco)
Carlo Rocco (Bovino, 7 ottobre 1799 – Napoli, 22 giugno 1849) è stato un matematico italiano, socio residente dell'Accademia Pontaniana, autore di trattati di algebra e geometria analitica apprezzati nell'ambito accademico del Regno delle Due Sicilie e di altri stati italiani preunitari ed europei.

## Biografia
Carlo Maria Marco Rocco, quintogenito di Giovanni Vincenzo Rocco e Maria Agnese Macchiarelli, apparteneva a una eminente famiglia di notabili della propria cittadina d'origine. 
Il padre, già amministratore dei beni della Casa Ducale di Bovino, fu per più anni Presidente del Consiglio distrettuale, del quale intorno alla metà dell'Ottocento fecero parte anche i fratelli Antonio e Gaetano, membri - tra l'altro - della Guardia d'onore borbonica.

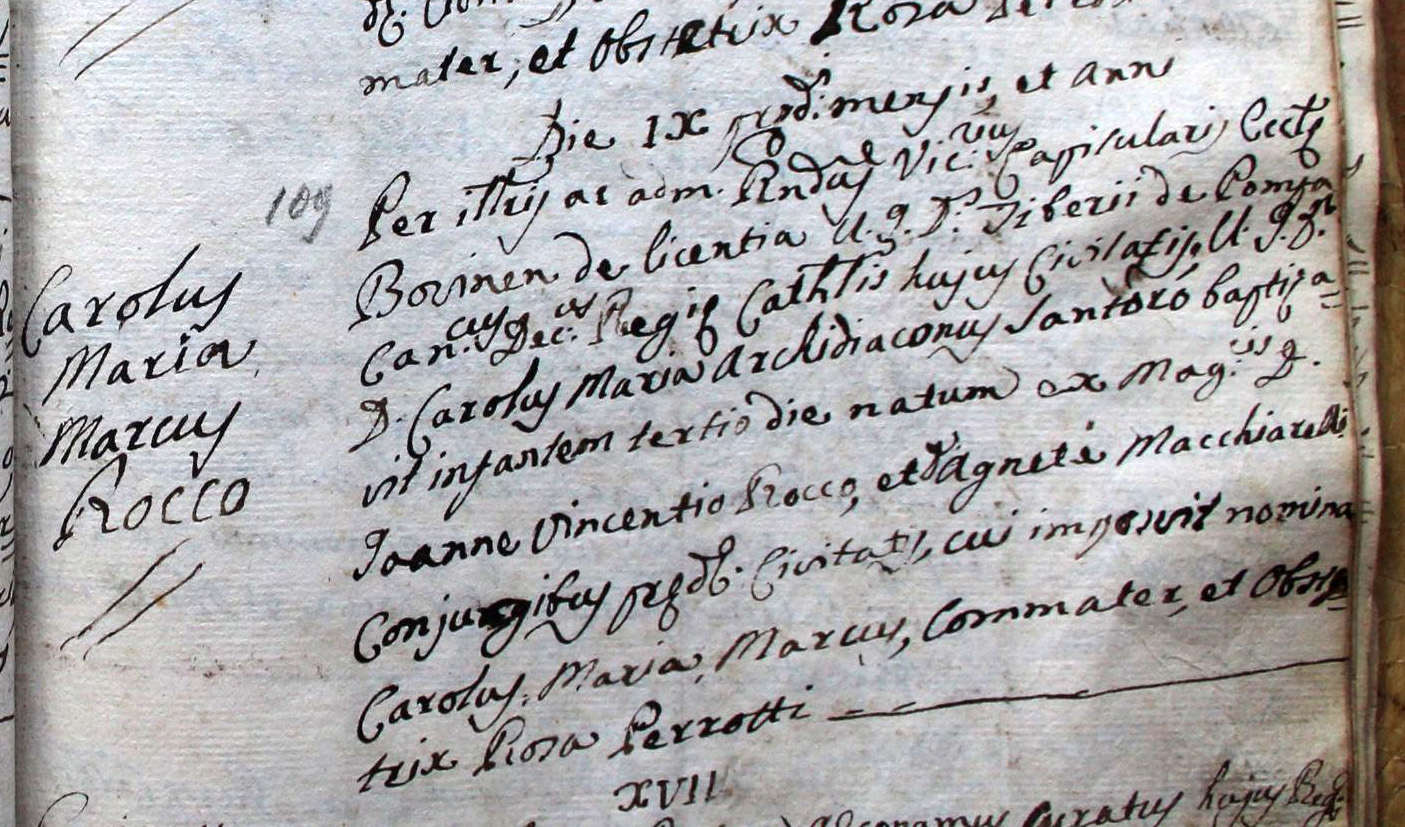
Estratto dei Registri dei Battesimi della Parrocchia di San Pietro di Bovino, 9 ottobre 1799

A seguito della soppressione degli Enti ecclesiastici (1806-1815) e della conseguente chiusura del Seminario Vescovile di Bovino, al pari degli altri istituti scolastici religiosi, si recò ancora adolescente a Napoli per la frequentazione degli studi superiori e per l'iscrizione alla Reale Università degli Studi.
Perfezionò gli studi universitari presso la facoltà di medicina, ma non vi sono prove certe che abbia mai esercitato la professione medica. Dopo la laurea, attratto sin da giovane dalle scienze matematiche e algebriche, continuò a studiare frequentando dapprima la scuola del matematico Nicola Fergola e successivamente quella del di lui allievo, Filippo Maria Guidi.
Nel 1824, a soli venticinque anni, partecipò al Concorso per l'assegnazione di due cattedre di aritmetica teoretica e geometria piana presso i due istituti addestrativi militari della Capitale borbonica, il Reale Collegio Militare Nunziatella (deputato alla formazione degli Ufficiali) e la Prima Scuola Militare di San Giovanni a Carbonara (per l'istruzione dei sottufficiali) riuscendo ad aggiudicarsi l'incarico per quest'ultimo Istituto, superando la concorrenza di altri colleghi di maggiore esperienza e con alle spalle anni di insegnamento in strutture militari. La procedura di assunzione durò quasi tre anni e, con Decreto Reale dell'8 febbraio 1827, Carlo Rocco poté finalmente prendere servizio presso la Prima Scuola Militare.
In attesa degli esiti del concorso, aprì una scuola privata di Matematica presso la propria abitazione sita al civico 122 del Largo delle Pigne (attuale Piazza Cavour), come era consuetudine tra i più affermati insegnanti di materie scientifiche e umanistiche. La normativa del tempo, infatti, garantiva ampie prerogative all'insegnamento privato, considerato pressoché paritetico a quello accademico - universitario.
Dopo sette anni di servizio nella scuola di San Giovanni a Carbonara, nel 1834 Carlo Rocco riuscì finalmente a conseguire la cattedra presso la Nunziatella, che mantenne fino al 1848, anno in cui contrasse una malattia incurabile che lo portò alla morte l'anno successivo.
Nei quattordici anni d'insegnamento presso il più importante Istituto d'istruzione militare dell'Esercito del Regno delle Due Sicilie ebbe fra i suoi allievi alcuni dei futuri protagonisti degli eventi militari della seconda metà dell'Ottocento, come Carlo Mezzacapo, Giuseppe Salvatore Pianell, Girolamo Calà Ulloa, Luigi Consalvo, Donato Briganti, Guglielmo De Sauget, Davide Winspeare, Guglielmo Acton.
Fu sepolto presso il Cimitero di Poggioreale di Napoli, nella cappella Rocco-Ripandelli presso l'arciconfraternita di Santa Maria della Lettera. Nel 1881 la cappella fu oggetto di profondi rimaneggiamenti, con la rimozione e il trasferimento in altro ignoto sito delle spoglie mortali inumate nel corso del secolo precedente.

## Le opere

### IlCatechismo di matematiche pure

#### Descrizione e date di pubblicazione
Nel 1842 Carlo Rocco avviò la pubblicazione della sua opera principale, il "Catechismo di matematiche pure, ad uso degli studj generali", un trattato didattico suddiviso in due parti, dedicate alla Geometria e all'Aritmetica.
La prima parte si divideva a sua volta in tre sezioni, pubblicate sia in forma singola sia raggruppate in unico volume:
- Geometria piana (sette edizioni, dal 1842 al 1855);
- Geometria solida (cinque edizioni, dal 1843 al 1855);
- Sezioni Coniche (prima e unica edizione del 1846).

La seconda parte, dedicata all'Aritmetica, fu edita invece in forma unitaria, in due edizioni, entrambe postume (1849 e 1852).
Le edizioni furono stampate dalla Tipografia del Ministero della Guerra (limitatamente alla prima edizione del 1842) e dalla Tipografia Guttemberg (1843-1849). Dopo la morte dell'autore, la vedova Rosa La Manna continuò a seguire gli aggiornamenti della sua opera, per i tipi della Stamperia Saverio Cirillo in Via S. Biagio dei Librai (1849-1855).
| Anno | Editore                       | Parte prima: Geometria         | Parte prima: Geometria            | Parte prima: Geometria         | Parte seconda: Aritmetica |
| Anno | Editore                       | Sezione prima: Geometria piana | Sezione seconda: Geometria solida | Sezione terza: Sezioni coniche | Parte seconda: Aritmetica |
| ---- | ----------------------------- | ------------------------------ | --------------------------------- | ------------------------------ | ------------------------- |
| 1842 | Reale Tipografia della Guerra | 1ª edizione                    |                                   |                                |                           |
| 1843 | Tipografia del Guttemberg     | 2ª edizione                    | 1ª edizione                       |                                |                           |
| 1844 | Tipografia del Guttemberg     | 3ª edizione                    | 2ª edizione                       |                                |                           |
| 1846 | Tipografia del Guttemberg     | 4ª edizione                    | 3ª edizione                       | 1ª edizione                    |                           |
| 1848 | Tipografia del Guttemberg     | 5ª edizione                    |                                   |                                |                           |
| 1849 | Tipografia del Guttemberg     |                                | 4ª edizione                       |                                | 1ª edizione               |
| 1850 | Tipografia Saverio Cirillo    | 6ª edizione                    |                                   |                                |                           |
| 1852 | Tipografia Saverio Cirillo    |                                |                                   |                                | 2ª edizione               |
| 1855 | Tipografia Saverio Cirillo    | 7ª edizione                    | 5ª edizione                       |                                |                           |

#### Perché "catechismo"
La scelta del termine "catechismo" si inseriva in una prassi consolidata da secoli nell'ambito della trattatistica divulgativa di carattere umanistico e scientifico.
Un interessante saggio pubblicato nel 2015 sul The International Journal for the History of Mathematics Education ha evidenziato come già dalla metà del XVI secolo, in Inghilterra, erano state pubblicate opere come "The Ground of Artes" (1543), di Robert Recorde, strutturate secondo il "question-and-answer format" che, attraverso la formulazione a "domanda e risposta" tentava di inculcare ai giovani discenti i concetti e le definizioni fondamentali dell'algebra elementare.
Da quel momento in poi, svariate decine di testi destinati alla formazione superiore dei giovani di tutta Europa si basarono su quello schema editoriale, semplice ma efficace. Il saggio sopra richiamato ha efficacemente sottolineato come il "Catechismo di matematiche pure" si differenziasse tuttavia dagli altri scritti del medesimo contesto, essendo l'unico strutturato non sullo schema domanda - risposta, ma attraverso la presentazione in successione di definizioni elementari che portano il lettore ad assimilare progressivamente concetti sempre più complessi.
Sotto il profilo metodologico, l'opera di Carlo Rocco si ispira quindi in maniera evidente agli Élements de géométrie di Adrien-Marie Legendre, di cui mutua la stessa struttura generale. D'altra parte, secondo l'interpretazione di alcuni, il testo di Legendre era stato tradotto in Italia per la prima volta proprio da Filippo Maria Guidi, mentore dello stesso matematico bovinese e autore a sua volta di un altro testo di geometria elementare.

#### Riconoscimenti dell'ambiente scientifico napoletano, italiano e internazionale
Secondo i critici coevi, il Catechismo di Carlo Rocco apportò un rilevante contributo alla trattatistica di settore, affermandosi ben presto come uno dei più popolari libri di testo di Geometria e Algebra adottato nelle scuole del Regno e che continuò a essere utilizzato ben oltre la morte del suo autore nel 1849, fino a quando cioè l’annessione delle Due Sicilie al Regno d’Italia (1860) portò a una sostanziale revisione dei programmi scolastici in chiave unitaria.
In una recensione che apparve su Il progresso delle scienze, delle lettere e delle arti all'indomani dell'uscita del primo volume dell'opera, fu messo in evidenza come – a qualche decennio dalla pubblicazione di autori fondamentali della matematica moderna, quali Eulero, Lagrange, Laplace e Monge - il Catechismo delle matematiche pure riempiva un vuoto che le accademie borboniche non erano ancora riuscite colmare, per la mancanza di testi organici in grado di diffondere nel Napoletano le teorie moderniste e progressiste dei teorici d’Oltralpe.
Al contrario, il dominio intellettuale esercitato da Nicola Fergola e dai seguaci della sua scuola, ispirata alla massima valorizzazione della geometria classica euclidea, aveva posto in secondo piano i progressi fatti dall'analisi matematica a partire dalla seconda metà del Settecento che a Napoli ancora "non avea rinomanza alcuna", nonostante la supremazia scientifica che le accademie partenopee potevano vantare nel settore della giurisprudenza, della teologia e della medicina. 
Carlo Rocco ebbe dunque il merito di mettere ordine nella materia, pubblicando "un'opera elementare" in grado di "alimentare di sane dottrine gli animi giovanili" che costituì "perfezionamento delle migliori opere di Geometria e che può non solo tornar utile a tutti i paesi, ma ancora a sbarbicare dal nostro quell'avanzo di errore che ha tanto nociuto e che tuttavia nuoce alle matematiche Napoletane".
Anche il metodo espositivo seguito nel Catechismo fu in un certo qual modo innovativo: 
E noi facciam voti che l'opera del sig. Rocco venga adottata in tutte le nostre scuole e valga a rimuovere i pregiudizi affinché lo studio della rigorosa geometria si renda presso di noi più universale, poiché questa dottrina non solo è scala alle nobilissime scienze naturali, basi della moderna civiltà, ma più di ogni altra può insensibilmente preparare il cammino allo spirito filosofico»
(Antonio Nobile, "Il Catechismo di matematiche pure" del Sig. Carlo Rocco", in "Il progresso delle scienze, delle lettere e delle arti", Napoli 1843, pagg. 134 - 144)

Le innovazioni metodologiche introdotte nell'"eccellente trattato del chiarissimo Prof. Carlo Rocco", come fu definito da Fedele Amante, altro matematico partenopeo di fama e a sua volta Accademico Pontaniano suscitarono estremo interesse nella comunità scientifica anche al di fuori dei confini del Regno.
Nel Lombardo-Veneto, l'opera di Carlo Rocco trovò lo spazio di una citazione nell'antologia Bibliografia italiana edita a Milano nel 1843. Analogamente fece, lo stesso anno, il "Giornale arcadico di scienze, lettere ed arti", edito dalla Tipografia delle Belle Arti dello Stato Pontificio in Roma. 
In Germania, i periodici specialistici "Archiv der Mathematik und Physik" nel 1844 e "Biblioteca Mathematica. Verzeichniss der Bucher uber die gesammten Zweige der Mathematik" dieci anni più tardi inclusero il "Catechismo delle matematiche pure" tra le produzioni contemporanee di maggior risalto nel panorama didattico - scientifico europeo.
Nel 1859, Pietro Calà Ulloa, ultimo primo ministro del Regno delle Due Sicilie, ma anche saggista e cultore delle dottrine umanistiche e scientifiche borboniche, evidenziò gli aspetti di novità dell'opera di Carlo Rocco che, scrisse, "se distinguait par sa nouvelle méthode". 
Nel 1866, Giacinto de' Sivo, memorialista e storico del periodo borbonico, nella sua Storia del Regno di Napoli dal 1847 al 1861 ricomprese Carlo Rocco tra le personalità eccellenti del Regno, per il contributo dato allo sviluppo delle scienze matematiche.
Sin dalla loro pubblicazione, le opere di Carlo Rocco furono acquisite dalla Biblioteca dell'Università di Harvard, ove sono tuttora conservate e consultabili.

### LeConsiderazioni sopra l'analisi geometricae la polemica tra la "scuola analitica" e la "scuola sintetica"

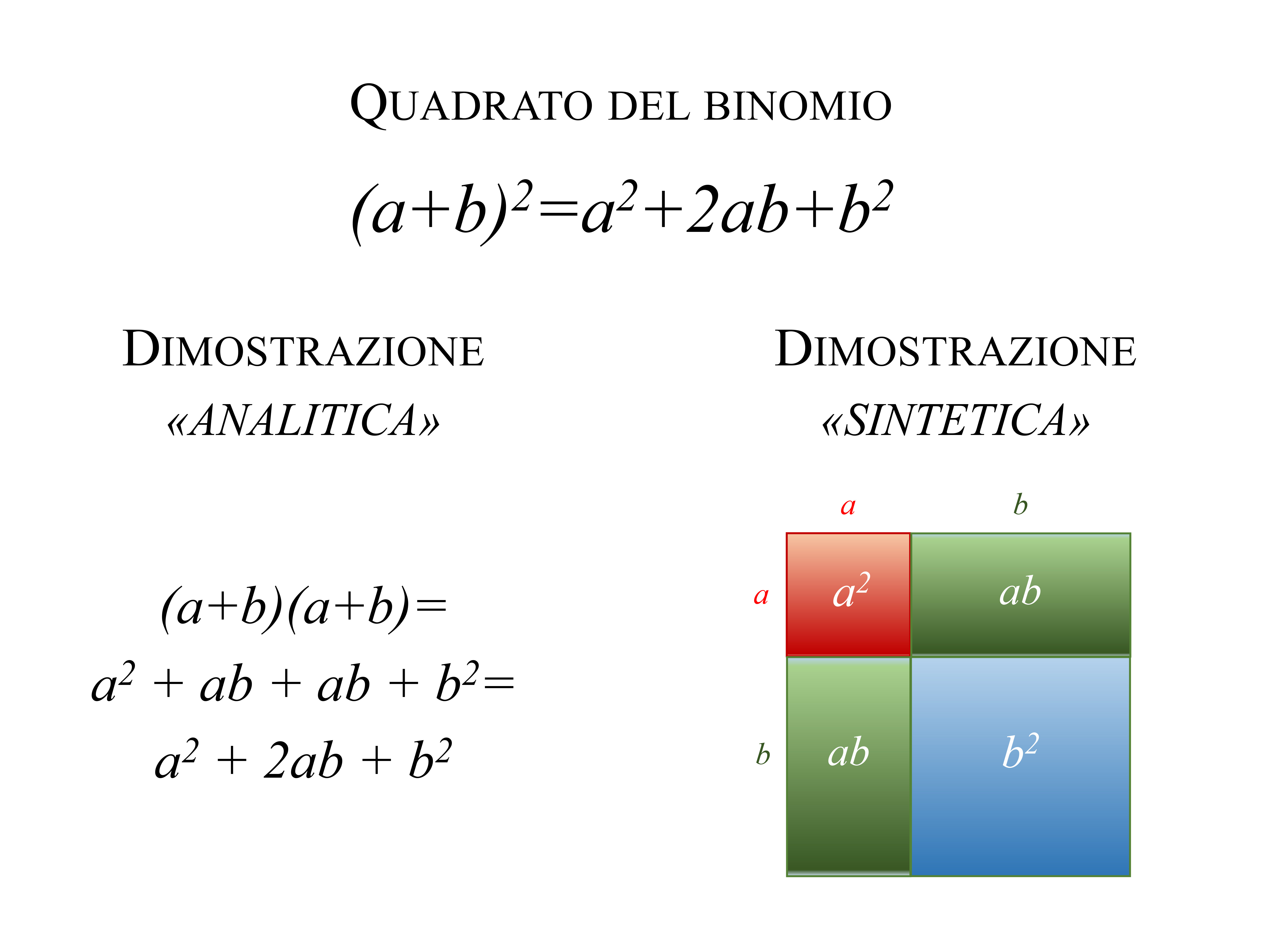
Schema descrittivo della dimostrazione dello sviluppo del "quadrato di un binomio" secondo il metodo "analitico" e quello "sintetico"

L'introduzione dell'analisi matematica quale strumento innovativo per la risoluzione dei problemi geometrici aveva portato - già a partire dalla metà del XVII secolo - a una sorta di controversia ideologica tra due fronti contrapposti:
- il primo, costituito dai fautori della "scuola analitica", sosteneva la superiorità scientifica dell'analisi quale unico strumento in grado, attraverso lo studio delle funzioni generali, di fornire soluzioni a qualunque problema matematico e geometrico, fino ad allora risolti solo attraverso complesse e impegnative interpretazioni delle rappresentazioni figurali geometriche;
- il partito della "scuola sintetica", invece, contestava l'applicazione di tecniche sicuramente più veloci e meccaniche, ma proprio per questo "lontane dall'intuizione, sterili e poco creative"[26] che avrebbero inevitabilmente penalizzato la crescita culturale dell'individuo.

La polemica aveva investito tutta la comunità scientifica internazionale, ma mentre negli altri Stati italiani preunitari il dibattito si era rivelato abbastanza moderato, nell'ambito accademico napoletano - intorno al 1840 - la disputa si era vieppiù accesa anche a causa delle colorazioni politiche conferite alle due anime della controversia: progressisti ("gli analitici") contro conservatori ("i sintetici"). 
Il massimo esponente della "scuola sintetica napoletana" fu Nicola Fergola che, nel mentre sosteneva che "l’algoritmo algebrico è pe’ giovanetti una sterile terra, dond’essi solaggiar volentieri a loro danno", aveva concepito un intero corso di matematica basato sulla metodologia euclidea, dove qualunque equazione algebrica era risolvibile col metodo degli antichi, ovvero con soluzioni basate sulla costruzione di figure geometriche. Seguace di Fergola e altrettanto strenuo sostenitore del fronte dei “sintetici” fu Vincenzo Flauti, autore a sua volta di libri di testo basati sul metodo classico.
Carlo Rocco intervenne nell'ambito del dibattito pubblicando nel 1843 le Considerazioni sopra l'analisi geometrica, un pamphlet apparso prima sulle pagine dell'Antologia militare e poi edito come volume autonomo per i tipi della Reale Tipografia della Guerra.
Secondo recenti approfondimenti, con questo saggio Rocco "espresse magistralmente il punto di vista degli analitici", sottolineando che se "la geometria sintetica poteva essere assai vantaggiosa in alcuni casi particolari, l’analisi algebrica era tuttavia un metodo molto più generale e di forza immensa". 
In sintesi, sosteneva, "il metodo analitico era quello adottato dalla ricerca scientifica internazionale e già a livello liceale era necessario preparare gli studenti a leggere le opere scientifiche più aggiornate". 
I metodi figurali degli antichi non erano ovviamente da rigettare in pieno e per mero partito preso, ma secondo il matematico bovinese era opportuno “limitare la parte sintetica dell’insegnamento alla sola geometria elementare; a suo parere, tutto ciò che spettava a questioni più elevate di geometria doveva invece poggiare interamente sulla geometria analitica a due e a tre coordinate, la quale procedeva non già con l’aiuto di costruzioni particolari che variavano a seconda del caso considerato (…) ma adoperando i metodi generali che Lagrange e Monge avevano fatto conoscere per primi nelle loro opere ed erano già alla base dell’insegnamento nelle scuole francesi”.
Nel suo saggio Carlo Rocco si dilungò in una serie di considerazioni a metà strada tra il tecnico e il filosofico circa l’irrinunciabile, moderna necessità di "applicare l'algebra alla geometria" per far "scomparire dai libri destinati all'insegnamento quell'amalgama informe dei vecchi e dei nuovi metodi che ritardava il cammino e comprimeva l’energia intellettuale di chi si applicava allo studio delle matematiche" e concludeva le proprie riflessioni con un'appassionata arringa finale:
Per la qual cosa stimiamo che l’analisi algebrica debba considerarsi l’anima di tutte le scienze matematiche, apprezzando però sempre come si conviene qualunque lavoro classico fatto con una geometria semplice e svelta, emula in certo modo dell'analisi e quale si ammira nelle opere del Newton e nelle moderne ricerche di questo genere: perocché i metodi sono gli strumenti logici del pensiero e come tali niuno deve essere disprezzato, potendo qualunque metodo divenire una leva d’immensa forza nelle mani del genio.»
(Carlo Rocco, Considerazioni sopra l'analisi geometrica, Napoli 1843, pag. 37)
La questione conobbe ulteriori code polemiche, con vivaci scambi dialettici sia nell’ambito accademico napoletano – in particolare con Bernardo Scotti Galletta che considerava inopportuno disquisire di analisi e sintesi su testi destinati anche alla diffusione tra gli studenti, facilmente influenzabili nel loro sviluppo culturale da tesi preconcette – sia al di fuori dei confini del Regno, principalmente con il milanese Giovanni Alessandro Majocchi che in un numero dei suoi Annali di fisica, chimica e scienze accessorie invitò senza mezzi termini il collega napoletano a non “pronunziare sentenze dal tripode”.

## L'ingresso nell'Accademia Pontaniana
In considerazione dell'apporto dato alla comunità scientifica, nei primi mesi del 1846, l'Accademia Pontaniana incluse Carlo Rocco tra i venti Soci residenti della Classe I "Scienze matematiche".
Sotto la Presidenza onoraria del Marchese Giuseppe Ceva Grimaldi, primo ministro del Regno, la più antica Accademia europea intese dunque conferire al matematico bovinese l'alto riconoscimento, ponendolo al pari dei massimi protagonisti della cultura e della scienza dell'età borbonica, quali Michele Tenore, Luca Cagnazzi de Samuele, Ferdinando de Luca, Oronzo Gabriele Costa. 

## Le celebrazioni del 1899 nel centenario della nascita

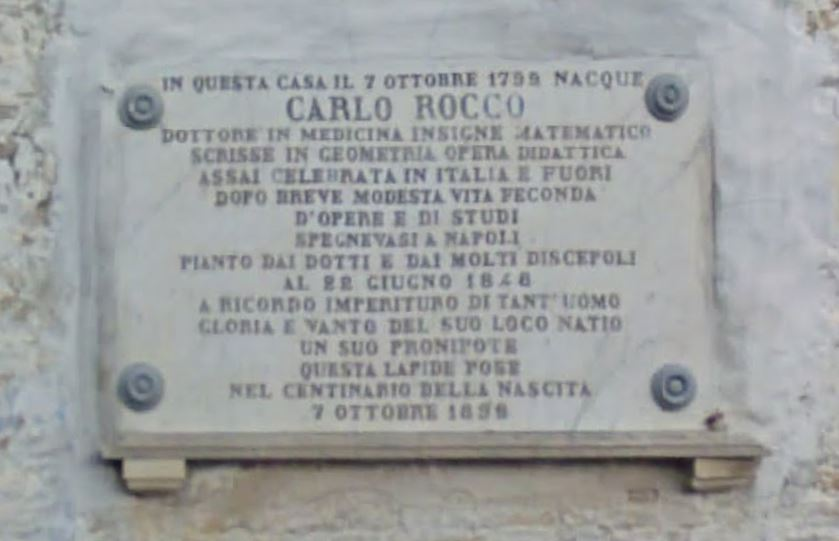
Lapide celebrativa del centenario della nascita di Carlo Rocco, apposta in Bovino nella via omonima

Il 7 ottobre 1899, il Comune di Bovino ricordò il centenario della nascita di Carlo Rocco attraverso una cerimonia pubblica tenutasi nella piazza ove si affaccia la casa natale del matematico. Nella circostanza, fu scoperta una lapide celebrativa della ricorrenza, con la seguente epigrafe:
La strada antistante (già Via del Piano) venne inoltre denominata via Carlo Rocco.